# GNUnet
A GNUnet egy keretrendszer a decentralizált, peer-to-peer hálózatokhoz. A keretrendszerből adódik a kapcsolatszintű (link-level) kódolás, egyenrangú felfedezés (peer discovery) és forrás átadás (resource allocation). Az elsődleges alkalmazás ennél a pontnál az anonimitás, a cenzúramentes (censorship-resistant) fájlcsere, megengedni a felhasználóknak, hogy névtelenül publikáljanak, vagy kinyerjék az információk minden fajtáját.
Az elsődleges kódot C programnyelven írták, de a Freeway-jel együtt elég erőssé váltak, hogy létrehozzanak egy Java kompatibilis verziót. A GNUnet jelenleg csak Linux, BSD és Solaris operációs rendszeren fut.
Része a GNU projektnek.

## Lásd még
- Anonymous P2P
- Freenet

## Külső hivatkozások
- Hivatalos GNUnet honlap a GNU oldalán
- GNUnet fejlesztői oldal
- A Freeway weboldala
- Egy összehasonlítás a GNUnet és más P2P rendszerek között
- Egy "vegyes" (mixed) nyelvi vita-forum a GNUnet felhasználók és fejlesztők között